# Kegalle
Kegalle är distriktshuvudstad i Kegalle District i provinsen Sabaragamuwa på Sri Lanka. Staden ligger 78km från Colombo och hade cirka 86 000 invånare år 2001.